# Sri Lanka nos Jogos Olímpicos de Verão de 1996
Sri Lanka participou dos Jogos Olímpicos de Verão de 1996 em Atlanta, Estados Unidos.

## Desempenho

### Atletismo
Masculino
| Prova             | Atleta | Preliminares | Preliminares | Quartas     | Quartas     | Semifinal   | Semifinal   | Final       | Final       |
| Prova             | Atleta | Marca        | Posição      | Marca       | Posição     | Marca       | Posição     | Marca       | Posição     |
| ----------------- | ------ | ------------ | ------------ | ----------- | ----------- | ----------- | ----------- | ----------- | ----------- |
| Chithaka De Soyza | 100 m  | 10s55        | 5º/bat. 1    | Não avançou | Não avançou | Não avançou | Não avançou | Não avançou | Não avançou |